# 379年
| 千纪： | 1千纪                                                                                           |
| 世纪： | 3世纪 \| 4世纪 \| 5世纪                                                                         |
| 年代： | 340年代 \| 350年代 \| 360年代 \| 370年代 \| 380年代 \| 390年代 \| 400年代                       |
| 年份： | 374年 \| 375年 \| 376年 \| 377年 \| 378年 \| 379年 \| 380年 \| 381年 \| 382年 \| 383年 \| 384年 |
| 纪年： | 己卯年（兔年）；东晋太元四年；前秦建元十五年                                                    |

## 大事记
- 二月前秦苻丕攻下襄陽並俘擄朱序。朱序被送至前秦都城長安後，苻堅以朱序守節，以他為度支尚書。
- 前秦將領俱難南侵，攻陷淮陰；不久再與彭超、毛當等進攻淮南，攻陷盱眙並圍困離廣陵僅百里的三阿，謝玄於君川大敗俱難和彭超後，獲加領徐州刺史，改鎮京口，因為當時京口又名北府，故而其私募軍隊得名北府軍。
- 東晉毛穆之進攻巴郡，派趙福、袁虞率水軍沿江西上，以圖救援被圍於魏興的吉挹，但趙福等人被前秦擊敗，毛穆之退屯巴東郡，而魏興後亦被前秦所攻陷。
- 馬雅文明城邦蒂卡爾的國王Nun Yax Ayin，（King Curl-Nose 蜷鼻王）登基，是一個來自提奧提華坎的貴族。